# Xã North Moniteau, Quận Cooper, Missouri
Xã North Moniteau (tiếng Anh: North Moniteau Township) là một xã thuộc quận Cooper, tiểu bang Missouri, Hoa Kỳ. Năm 2010, dân số của xã này là 255 người.